# Unsko-sanski kanton
Unsko-sanski kanton je eden od desetih kantonov Federacije Bosne in Hercegovine v Bosni in Hercegovini.
Glavno mesto kantona je Bihać, v njem pa so združeni mesti Bihać in Cazin ter občine Bosanska Krupa, Bosanski Petrovac, Bužim, Ključ, Sanski Most in Velika Kladuša. Premier kantona, ki obsega 4125 km², je Mustafa Ružnić, v njem pa je leta 2013 živelo 273.261 prebivalcev (povprečno 66,25 prebivalca/km²).